# Talla 2XLC
Talla 2XLC, wł. Andreas Tomalla (ur. 13 marca 1963 we Frankfurcie nad Menem) – niemiecki producent, muzyk i DJ działający w obszarze muzyki industrialnej i muzyki trance.
Działalność rozpoczął we frankfurckim Technoclub w 1984 roku realizując cztery lata później projekt Bigod 20 klasyfikowany jako EBM. W latach 90. odpowiedzialny był za funkcjonowanie wytwórni Zoth Ommog Records. Przez cały ten czas był remikserem wydając m.in. w 2000 r. Headhunter remix Front 242.

## Pseudonimy i projekty Andreasa Tomalla
- Axodry
- Final One
- Microchip League
- Pluuto
- Robotiko Rejecto
- Tribantura
- Twinax
- Airfire feat Talla 2XLC (Marc n Ace)
- Bigod 20 (Markus Nikolai, Thomas Franzmann)
- Evolution (M.I.K.E.)
- J.D.T. (JamX, DeLeon)
- Moskwa TV (Axel Henninger)
- Richard Cube (Vernon Baur)
- T2 (Vernon Baur)
- T2F (Frost)
- Talla 2XLC (Vernon Baur)
- Talla calls Moguai (Moguai)
- Talla meets Tom Wax (Tom Wax)
- Talla vs Taucher (DJ Taucher, Vernon Baur)
- TGAF (JD Wood, Frost)
- Trance Allstars (ATB, DJ Mellow-D, DJ Taucher, Schiller, Sunbeam)